# Бондаренко Ганна Марківна
Ганна Марківна Бондаренко (нар. 1 січня 1937, село Качкарівка, тепер Бериславського району Херсонської області) — українська радянська діячка, начальник тваринницького комплексу колгоспу. Депутат Верховної Ради УРСР 10—11-го скликань.

## Біографія
У 1959 році закінчила Херсонський сільськогосподарський інститут імені Цюрупи.
У 1959—1962 роках — зоотехнік колгоспу «Червоні маяки» Слов'янського району Донецької області.
Член КПРС з 1962 року.
З 1962 року — зоотехнік, бригадир по тваринництву, з 1965 до 1981 року — головний зоотехнік колгоспу «Україна» Слов'янського району Донецької області.
У 1981—1992 роках — начальник тваринницького комплексу колгоспу «Україна» Слов'янського району Донецької області.
Потім — на пенсії в селі Маяки Слов'янського району Донецької області.

## Нагороди
- орден «Знак Пошани» (1971)
- медалі